# Рудолф Мария Холцапфел
Рудолф Мария Холцапфел (на немски: Rudolf Maria Holzapfel) е австрийски психолог и философ.

## Биография
Роден е на 26 април 1874 година в Краков, Полша, в семейството на лекар от еврейски произход. След смъртта на баща си, той емигрира при роднини в Кейптаун. Работи известно време като словослагател в Лондон, а после пътува до Цюрих, където работи с Рихард Авенариус до смъртта му през 1896 година.
Шест пъти е предлаган за Нобелова награда (1925, 1926, 1927, 1928 – две независими едно от друго предложения, 1929).
Умира на 8 февруари 1930 година в Мури, Швейцария, на 55-годишна възраст.